# Craspedolepta flavida
Craspedolepta flavida är en insektsart som först beskrevs av Caldwell 1938.  Craspedolepta flavida ingår i släktet Craspedolepta och familjen rundbladloppor. Inga underarter finns listade i Catalogue of Life.